# بورتون، دورست
بورتون، دورست (به انگلیسی: Bourton, Dorset) یک روستا و محله مدنی در بریتانیا است که در نورث دورست واقع شده‌است. بورتون ۸۲۲ نفر جمعیت دارد.